# Clemens Heller
Franz Max Ludwig Melchior Clemens Heller, né le 6 juillet 1917 à Vienne (Autriche) et mort le 30 août 2002 à Lausanne (Suisse), est un administrateur de la science américain. 
Il se forme en histoire de l'économie avant de se vouer presque exclusivement à l'organisation et l'administration de la recherche en sciences de l'humain et de la société. Il fonde le Séminaire de Salzbourg (en), crée avec Fernand Braudel la Fondation Maison des sciences de l'homme (Paris), et fonde la Maison Suger (Paris).

## Biographie

### Jeunesse
Clemens Heller naît le 6 juillet 1917 de Hugo Heller – marchand d'art, éditeur, directeur d'une agence de concerts – et Hedwig Theresia Heller née Neumayr – issue d'une famille de géologues et paléontologues qui, devenue veuve, reprit l'agence de concerts à son compte – Clemens Heller grandit ainsi à Vienne dans un milieu d'intellectuels et d'artistes. Il obtient son diplôme de Maturité (Matura) en 1936. Deux ans plus tard, face à la montée du nazisme, il quitte l'Autriche pour les États-Unis.
Il y poursuit ses études, y acquiert un Baccalauréat ès Arts (Bachelor of Arts) d'Oberlin College en 1940. Inscrit en même temps à l'école de bibliothéconomie de l'université Western Reserve (1940-1941) et à l'université d'État de l'Ohio (1940-1942), il obtient de cette dernière sa Maîtrise ès Arts (Master of Arts) en 1942. Boursier à l'université de Pennsylvanie (1942-1943) puis à l'École de droit et diplomatie Fletcher de l'université Tufts (1944-1945) et enfin à l'université Harvard (1945-1947), il passe auprès de cette dernière l'examen oral de doctorat (Ph.D.) en 1947.
Né Autrichien, Heller prend la nationalité américaine dans les années quarante et n'en changera plus.

### Le Séminaire de Salzbourg
À la fin de la Seconde Guerre Mondiale, en 1947, alors qu'il est encore doctorant à Harvard, Clemens Heller crée le Séminaire de Salzbourg en études américaines (Salzburg Seminar in American Studies) avec Scott Elledge et Richard Campbell, eux aussi étudiants à Harvard. Ce séminaire, souvent appelé le « Plan Marshall de l'esprit », visait à « rassembler des étudiants de tout le continent européen ravagé par la guerre, dans le but de renouveler le dialogue intellectuel entre des individus divisés par le totalitarisme et la guerre » (Timothy W. Ryback (en), directeur du séminaire de 1997 à 2007),,,.
L'université Harvard refusant de financer ce projet qu'elle considère irréaliste, Heller obtient alors du Conseil des Étudiants de Harvard d'en assurer le financement. Par ailleurs, il convainc Helene Thimig, veuve du metteur en scène Max Reinhardt, de mettre à disposition du Séminaire le château de Leopoldskron à Salzbourg. Le Séminaire de Salzbourg peut ainsi tenir sa première session en été 1947, avec des personnalités telles que l'anthropologue Margaret Mead, l'économiste Wassily Leontief (Prix Nobel 1973), et l'historien Francis Otto Matthiessen (en).
Trois officiers des services de contre-espionnage américains, qui visitent le Séminaire en 1947, estiment que plusieurs enseignants, dont Clemens Heller, se montrent indûment critiques de la politique étrangère des États-Unis. En conséquence, le gouvernement militaire américain en Autriche interdit à Heller de revenir en Autriche en 1948. Celui-ci démissionne alors de sa fonction de directeur du séminaire afin d'assurer la pérennité de ce dernier.

### L'École pratique des hautes études (EPHE)
Clemens Heller s'installe à Paris en 1949 ; il y fera tout le reste de sa carrière. En 1950, il rencontre les historiens Fernand Braudel et Lucien Febvre, alors animateurs de la toute récente VIe section de l'École pratique des hautes études (maintenant École des hautes études en sciences sociales). Il y est alors personnellement chargé du développement des aires culturelles, et apporte une forte ouverture internationale, concentrant ses efforts sur la Chine, l'URSS et le monde russe, l'Inde et l'Asie du Sud-Est, ainsi que l'Afrique subsaharienne. Il y enseigne l'histoire de l'usure et des problèmes de crédit au Moyen Âge et dans l'Antiquité (1953-1954).
Dans les années 1950, les Heller reçoivent dans leur appartement de la rue Vaneau selon la tradition des salons parisiens, accueillant des anthropologues comme Margaret Mead, Claude Lévi-Strauss et Wilton S. Dillon, des historiens tels Fernand Braudel, Lucien Febvre, Maurice Garden, Maurice Aymard, Marcin Kula (pl) et Léon Kominsky ; ou des écrivains tels Marcel Jouhandeau, Ernst Jünger ou Jean Paulhan.

### La Fondation Maison des sciences de l'homme
En 1963, Fernand Braudel et Clemens Heller créent la Fondation Maison des sciences de l'homme (initialement appelée « Maison des sciences de l'homme »). En 1965, la Fondation Ford y apporte un soutien important qui permet la mise en route de l'institution.
Clemens Heller en organise alors le développement selon deux axes essentiels : la constitution de groupes et de réseaux expérimentaux travaillant à tester des hypothèses nouvelles et l'internationalisation de la recherche en sciences sociales. Il met en place des réseaux européens, et lance des programmes en direction de l'Inde, du Brésil, de l'URSS-Russie et de la Chine.
Heller développe la Fondation Maison des sciences de l'homme en tant qu'administrateur-adjoint aux côtés de Fernand Braudel, dont il prend la succession en tant qu'administrateur général au décès de celui-ci en 1985,. Il se retire lui-même en 1992 pour des raisons de santé.

### La Maison Suger
En 1990, Clemens Heller crée la Maison Suger, centre international d'accueil et de coopération hébergeant des chercheurs de toutes disciplines et nationalités invités par la Fondation Maison des sciences de l'homme et d'autres institutions de recherche.
Située dans le Quartier latin, centre historique de Paris, la Maison Suger offre aux chercheurs étrangers en sciences humaines et sociales devant séjourner à Paris pour des durées prolongées, un environnement de travail et de vie adapté à leurs besoins. C'est là que se rencontrent chaque année entre 200  et   250 chercheurs étrangers dont les travaux font appel à tout l'éventail des disciplines des sciences humaines et sociales.

### Vie privée
En 1948, Clemens Heller épouse Mathilda Coster Mortimer (1925-1997), née à Genève et élevée en France, et ayant étudié la philosophie à Harvard. De leur mariage naissent trois fils: Michel (1949- ), Yvon (1949- ), et Alexis (1953-1974). Heller et Mortimer divorcent en 1961.
En 1965, il épouse Marie-Louise Dufour (1932- ), née et élevée à Lausanne, éditrice à l'École pratique des hautes études (VIe section), puis par la suite fondatrice du Centre inter-institutionnel pour la diffusion d'ouvrages de recherche en sciences humaines 
.
En 1992, à la suite d'un accident vasculaire cérébral, Clemens Heller prend sa retraite. Il s'installe à Lausanne, ville dans laquelle il meurt en 2002. Il est enterré au cimetière du Bois-de-Vaux.

## Fonctions
- 1946-1948 – Salzburg Seminar for American Studies, directeur exécutif
- 1952-1985 – École pratique des hautes études (VIe section), chargé de conférences (1952-1956) puis sous-directeur (1956-1970) puis directeur (1971-1985)
- 1959-1969 – UNESCO, expert auprès de l'Institut des sciences sociales d'Athènes (1959-1960) puis secrétaire-adjoint du Conseil international des sciences sociales (1961-1969)
- 1962-1992 – Revue Social Science Information (en) (Information sur les sciences sociales), fondateur et directeur
- 1965-1992 – Fondation Maison des sciences de l'homme, administrateur-adjoint (1965-1985) puis administrateur général (1985-1992)

## Distinctions
- Ordre national de la Légion d'honneur : officier[16] ;
- Ordre des Palmes académiques : officier ;
- Ordre du Mérite de la République de Pologne : commandeur.

## Œuvre
- (en) Socrates and moira, M.A. Ohio State University, 1942 [présentation en ligne]